# Posições políticas de Hillary Clinton

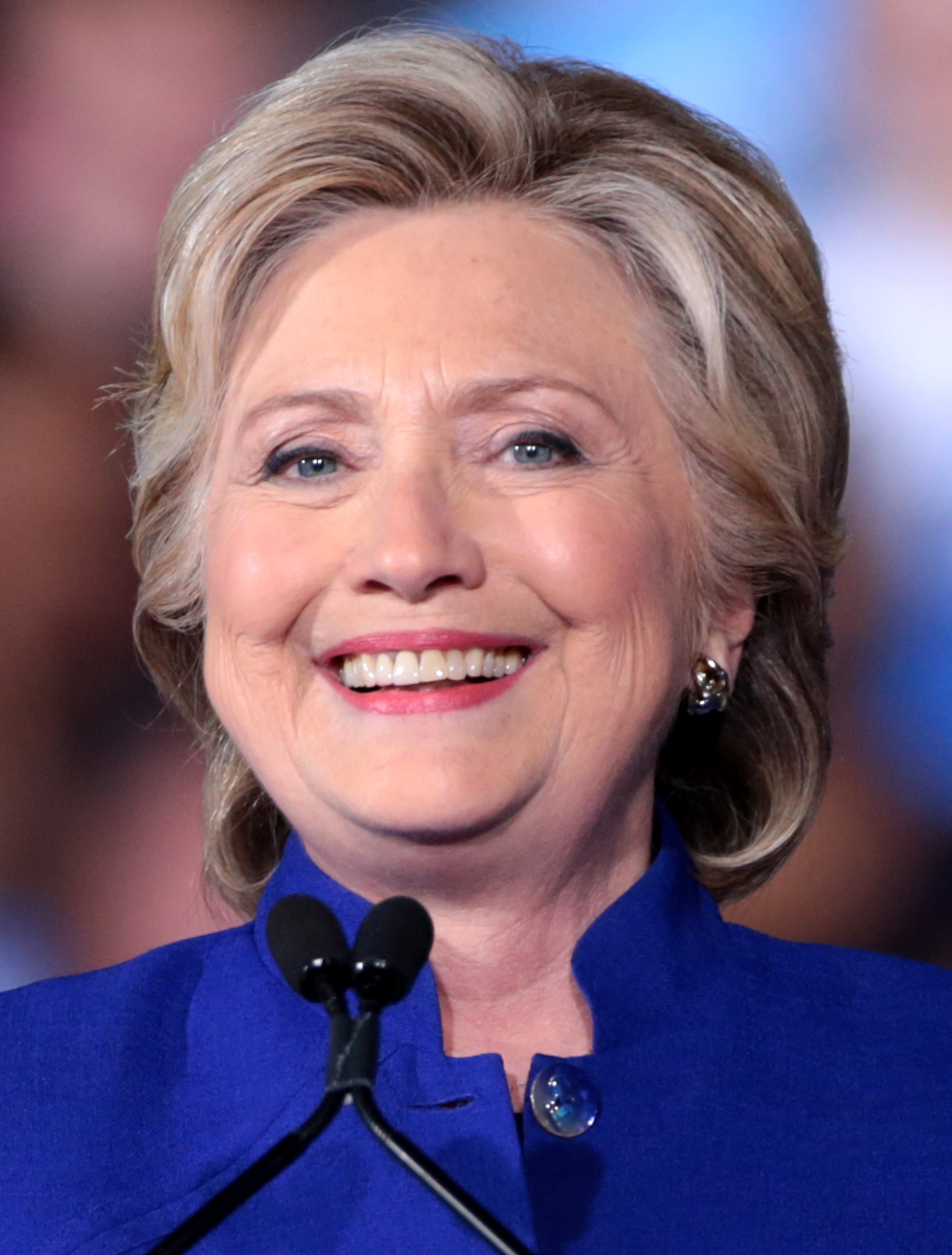
Hillary Clinton durante um evento de sua campanha presidencial em Tempe, Arizona, em 2016.

Hillary Clinton - mais recentemente candidata do Partido Democrata como Presidente dos Estados Unidos na eleição presidencial de 2016 - têm assumido determinadas posições em questões políticas durante sua atuação como Primeira-dama do Arkansas (1979–81; 1983–92), Primeira-dama dos Estados Unidos (1993–2001); como Senadora por Nova Iorque (2001–2009); e durante seu mandato como Secretária de Estado (2009–2013).
De acordo com um longínquo costume, durante seu mandato como Secretária de Estado, Clinton evitou expor suas posições sobre assuntos relativos à política interna do país. Em 2015, Clinton anunciou sua candidatura à Casa Branca e eventualmente venceu as primárias do Partido Democrata, sendo escolhida a candidata do partido na Convenção Nacional Democrata subsequente. Contudo, Clinton perdeu no Colégio Eleitoral para Donald Trump, apesar de receber maior número de votos populares.
Ao longo de sua carreira política, Clinton desenvolveu uma imagem de "entusiasta política" que frequentemente consulta especialistas e envolve-se profundamente nos detalhes das estratégias de campanha. Em agosto de 2016, a campanha presidencial de Clinton havia lançado 38 propostas políticas e 65 fichas informativas, totalizando mais de 112 mil palavras.

## Política energética e ambiental
Entre as medidas energéticas defendidas por Clinton figuram: conservação energética, liberação de reservas petrolíferas, aumento do número de veículos movidos a hidrogênio e a ratificação do Protocolo de Quioto. De um modo geral, Clinton se opõe à perfuração na região do Refúgio Nacional de Vida Selvagem do Ártico e às políticas ambientais adotadas durante a Administração Bush.
Clinton não é uma crítica do comércio de emissões - que permite que companhias globais negociem créditos de carbono -; defende uma redução de 80% da emissão de carbono até 2050 e uma redução das taxas de emissão de seu país até 2020. Clinton também defende uma política de emissão zero para órgãos federais até 2030 e solicita elevar os padrões de milhagem de gás a 35 mpg-US (6.7 L / 100 km) em 10 anos e se opõe à perfuração no Atlântico.

### Mudanças climáticas

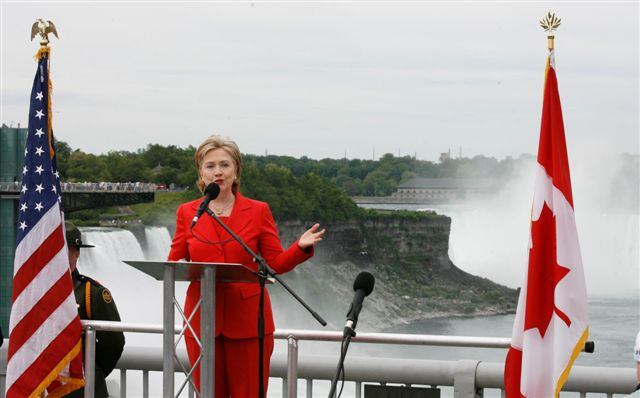
Clinton durante celebração do centenário do Tratado de Águas Fronteiriças em Niagara Falls, em 2009.

Clinton aceita o consenso científico sobre as mudanças climáticas e critica os que a este se opõem "negando o parecer científico sobre as mudanças climáticas". Clinton considerou as mudanças climáticas como "uma ameaça urgente" e "a mais consequente, urgente, vasta coleção de desafios que enfrentamos como uma nação e um planeta".
Em seu livro Hard Choices, Clinton declara ter desempenhado um papel fundamental em sustentar um acordo internacional para redução de emissões de carbono. Em dezembro de 2009, ainda como Secretária de Estado, a democrata empreendeu um plano de adaptação às mudanças climáticas, afirmando: "Os Estados Unidos estão preparados para cooperar com as demais nações em busca de mobilizar 100 bilhões de dólares anuais até 2020 para suprir as necessidades dos países em desenvolvimento". O compromisso foi bem recebido pela Chanceler alemã Angela Merkel, entre outros líderes estrangeiros, como um primeiro passo na política de mudanças climáticas, apesar da União Europeia elevar a proposta para 100 bilhões de euros anuais (44% acima do valor mencionado por Clinton). À época, a Secretária de Estado não revelou em detalhes quanto os Estados Unidos contribuiriam, porém declarou depender da concordância da República Popular da China e outras nações em "transparência" na verificação de cortes das emissões de gás carbônico.
Em julho de 2015, Clinton anunciou dois novos objetivos climáticos aos Estados Unidos: gerar energia renovável limpa o suficiente para suprir cada lar estadunidense em até dez anos após assumir o governo; e instalar 500 milhões de painéis solares em seu primeiro mandato presidencial. Clinton objetiva adaptar 1/3 da energia produzida nos Estados Unidos em fontes renováveis.
Clinton têm enfatizado a geração de empregos pela energia renovável. "Os Estados Unidos devem usar a energia renovável para criar mais empregos", afirmou a então candidata presidencial em 2016. Segundo Clinton, algum país "será a superpotência energética renovável do século XXI. Poderá ser a China, Alemanha ou nós. Quero que sejamos nós, pois haverá muitos empregos, ou seja, isto deve acontecer aqui mesmo na América." Em dezembro de 2015, Clinton afirmou que os Estados Unidos possuíam "mais empregos na energia solar do que na petrolífera"; uma informação posteriormente negada pela PolitiFact, apesar de que o número de trabalhadores na indústria petrolífera decresceu após a elevação das políticas energéticas no país.
Clinton elogiou publicamente o Acordo de Paris, firmado durante a Conferência das Nações Unidas sobre as Mudanças Climáticas de 2015, relatando: "O Acordo de paris é o testemunho da habilidade americana em liderar o mundo na construção de um futuro de energia limpa onde nenhum será deixado de fora ou para trás... como presidente, farei da luta contra as mudanças climáticas uma prioridade de primeiro dia, além de garantir o futuro da América como superpotência renovável." Durante a campanha presidencial, Clinton prometeu fortalecer o comprometimento dos Estados Unidos com o Acordo de Paris.

## Política imigratória
Em sua plataforma de governo de 2016, Clinton propôs:
- Lutar por uma reforma ampla da legislação sobre imigração com caminho à cidadania plena e igualitária.
- Defender as medidas executivas DACA ("Deferred Action for Childhood Arrivals") e DAPA ("Deferred Action for Parents of Americans and Lawful Permanent Residents") de Obama.
- Promover a naturalização dos nove milhões de residentes permanentes nos Estados Unidos elegíveis à cidadania estadunidense.
- Apoiar a integração de imigrantes através da criação de um Escritório de Assuntos dos Imigrantes (Office of Immigrant Affairs).
- Conduzir cumprimento mais humano e específico da imigração, detendo e deportando indivíduos que ameacem violentamente a segurança pública; encerrando a detenção familiar e fechando centros de detenção de imigrantes.

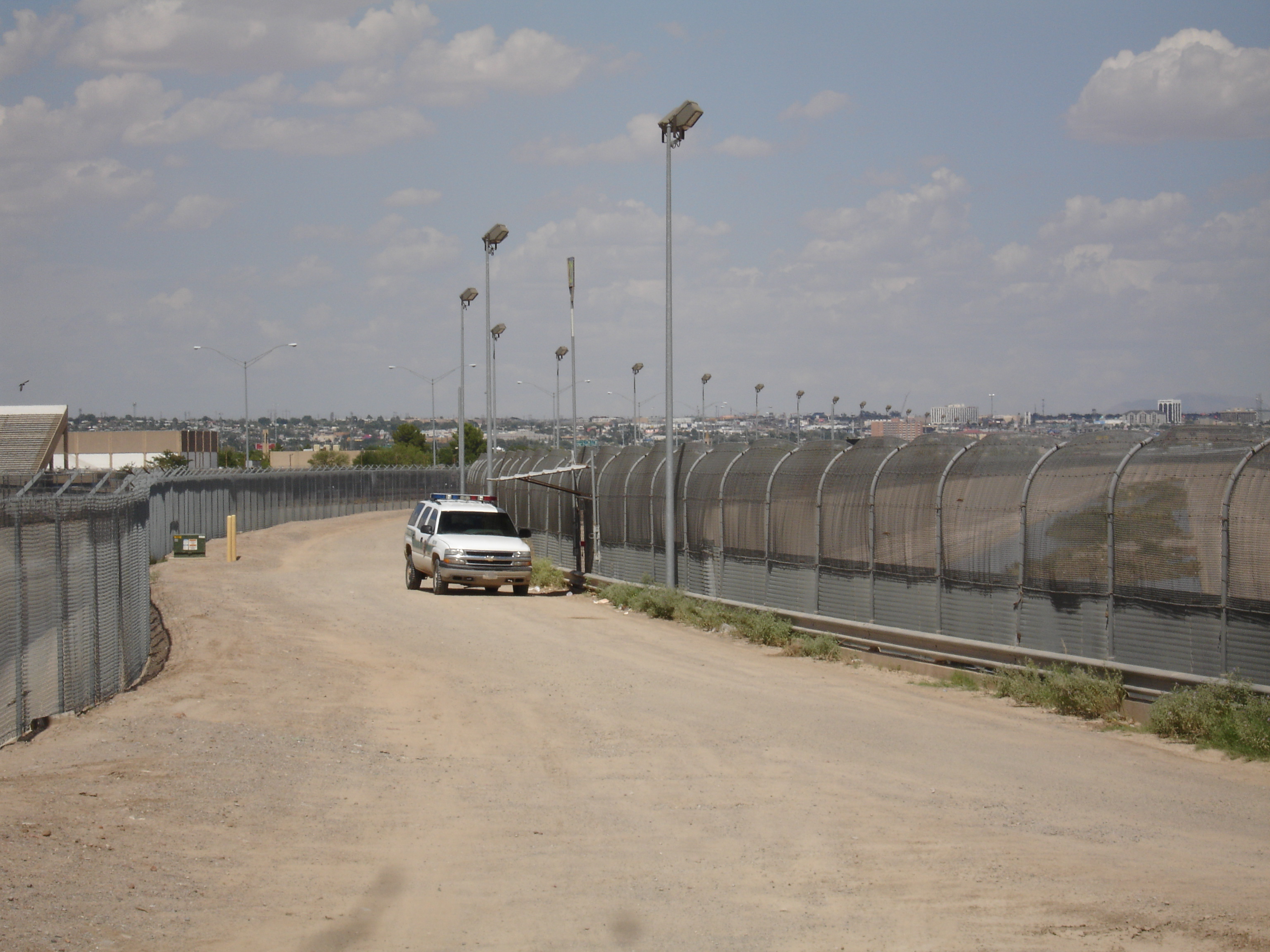
Em 2006, a então Senadora Clinton votou a favor da construção de uma barreira na fronteira mexicano-americana.

As posições de Clinton sobre a imigração ilegal atenuaram-se ao longo do tempo. Em uma entrevista radiofônica de 2003, Clinton afirmou: "Temos de realizar muito e sou, como vocês sabem, totalmente contra imigrantes ilegais (...) Certamente temos de realizar mais em nossas fronteiras. E o povo deve parar de empregar imigrantes ilegais." Contudo, ainda durante seu mandato como senadora, Clinton apoiou uma anestia à imigrantes ilegais trabalhando no setor agropecuário; apoiou uma lei do senador Edward M. Kennedy que garantia condição de residência permanente a imigrantes no país por pelo menos cinco anos e empregados há pelo menos dois anos; e apoiou uma suspensão na matrícula nas instituições de ensino superior para residentes ilegais no país. Em abril de 2006, diante a Câmara de Comércio Hispânico, Clinton declarou que sua atuação em favor dos habitantes de Nova Iorque poderia afastar-se da "Lei de Proteção à Fronteira, Antiterrorismo e Lei de Imigração Ilegal de 2005", já que parte de seus eleitores são imigrantes ilegais. "Eu percebo que eu também seria uma criminosa. Minha equipe seria criminosa. Nós ajudamos pessoas com todos os tipos de problemas." Em março de 2006, Clinton criticou fortemente a medida "H.R. 4437", aprovada pela Câmara dos Representantes em dezembro do ano anterior e enviada ao Senado, considerando-a "censura ao significado da América" e afirmando que era "um esquema inviável para tentar deportar 11 milhões de pessoas, o que você tem que ter um estado policial para tentar".
Em 5 de maio de 2015, Clinton afirmou que permitir o acesso de imigrantes ilegais à cidadania "está no coração como uma questão de família". Clinton também "criticou fortemente os candidatos presidenciais republicanos que favorecem a concessão de status legal para alguns imigrantes indocumentados, mas se opõem à cidadania", afirmando: "Quando falam sobre 'status legal' é um código para 'status de segunda classe'". Clinton declarou total apoio ao "Deferred Action for Childhood Arrivals Program" (DAPA), que garantia a permanência de jovens indocumentados.

## Política externa

### Oriente Médio

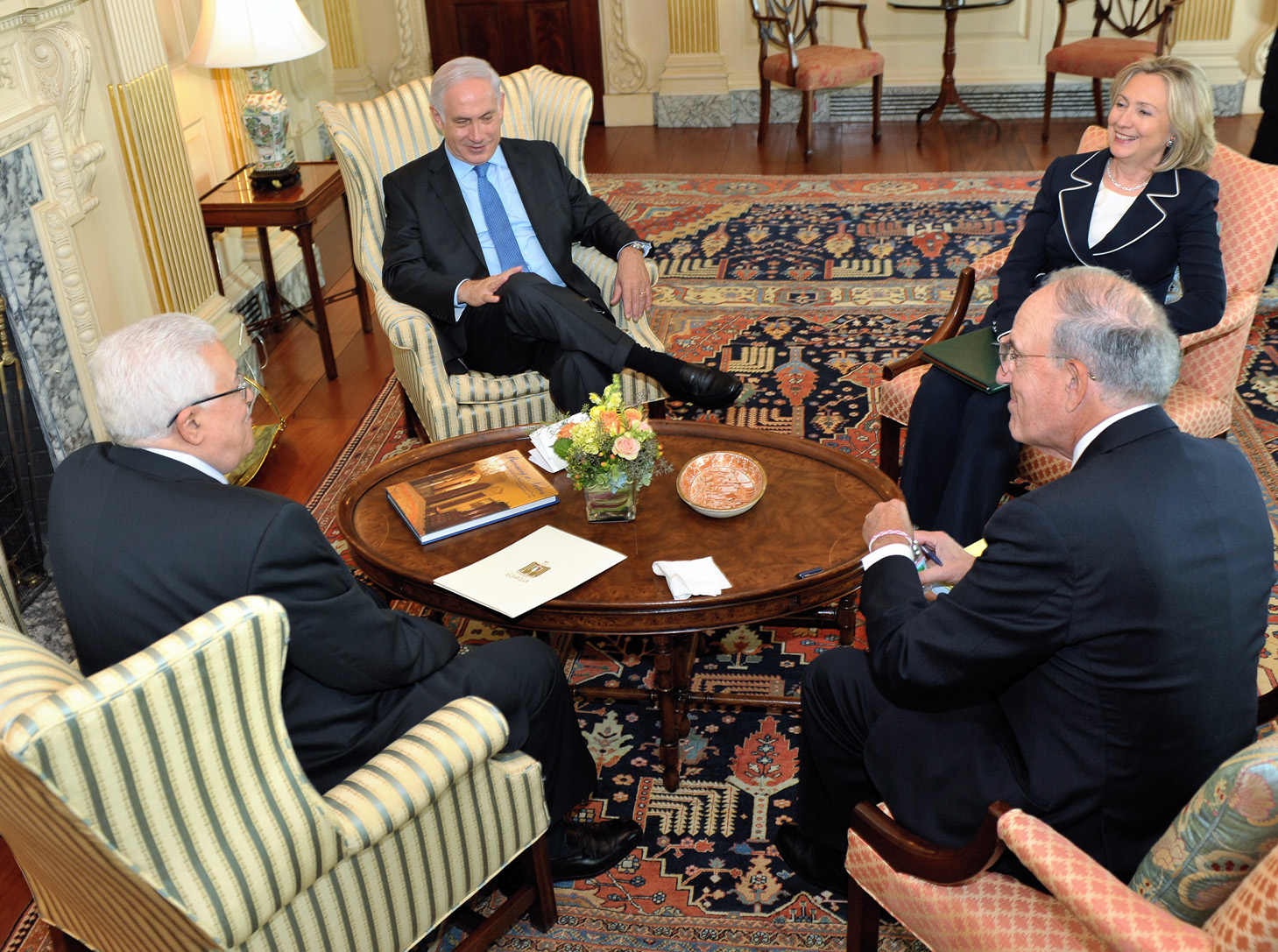
Clinton e George J. Mitchell mediam conversações de paz entre Mahmoud Abbas e Benjamin Netanyahu, setembro de 2010.

Em janeiro de 2017, Clinton declarou apoio à decisão de Obama em manter tropas estadunidenses no Afeganistão. Na ocasião, afirmou que o objetivo primário destas tropas seria apoiar o Exército Nacional Afegão ao invés de iniciar "um combate terrestre". Anos antes, quando questionada sobre uma possível retirada do Afeganistão, Clinton afirmou que isto dependeria de "condições no campo e o que estava sendo exigido." Como Secretária de Estado da Administração Obama, Clinton defendeu políticas mais rígidas quando comparada aos demais membros do gabinete presidencial; a "filosofia mais ativista de Clinton" ocasionalmente entrou em atrito com "instintiva ressalva" de Obama. Clinton apoiou o aumento de tropas no Afeganistão em 2009 e durante a revisão destas tropas no ano seguinte, defendeu a ampliação do quadro de combatentes no país.
Clinton afirmou ser uma "enfática defensora da segurança de Israel". Em 2016, a CNN destacou que Clinton "possui uma longa trajetória de apoio a aos esforços de Israel em encontrar um caminho à solução dos dois Estados desde sua época no Senado e também como Secretária de Estado". Durante a conferência do AIPAC de 2016, Clinton reafirmou seu apoio à negociação do conflito regional como "a única maneira de garantir a sobrevivência de Israel a longo prazo como um forte e democrático Estado judaico." Em 1998, Clinton havia afirmado que tal acordo estaria "nos interesses de longo prazo do Oriente Médio".
Em 2010, como Secretária de Estado, Clinton liderou três sessões de negociações entre o Primeiro-ministro israelense Benjamin Netanyahu e o Presidente palestino Mahmoud Abbas. Em seu discurso na AIPAIC de 2016, Clinton afirmou que caso eleita à Casa Branca, manteria as negociações opondo-se "vigorosamente à qualquer tentativa de partes externas de impor uma solução, incluindo o Conselho de Segurança das Nações Unidas".

### Combate ao terrorismo

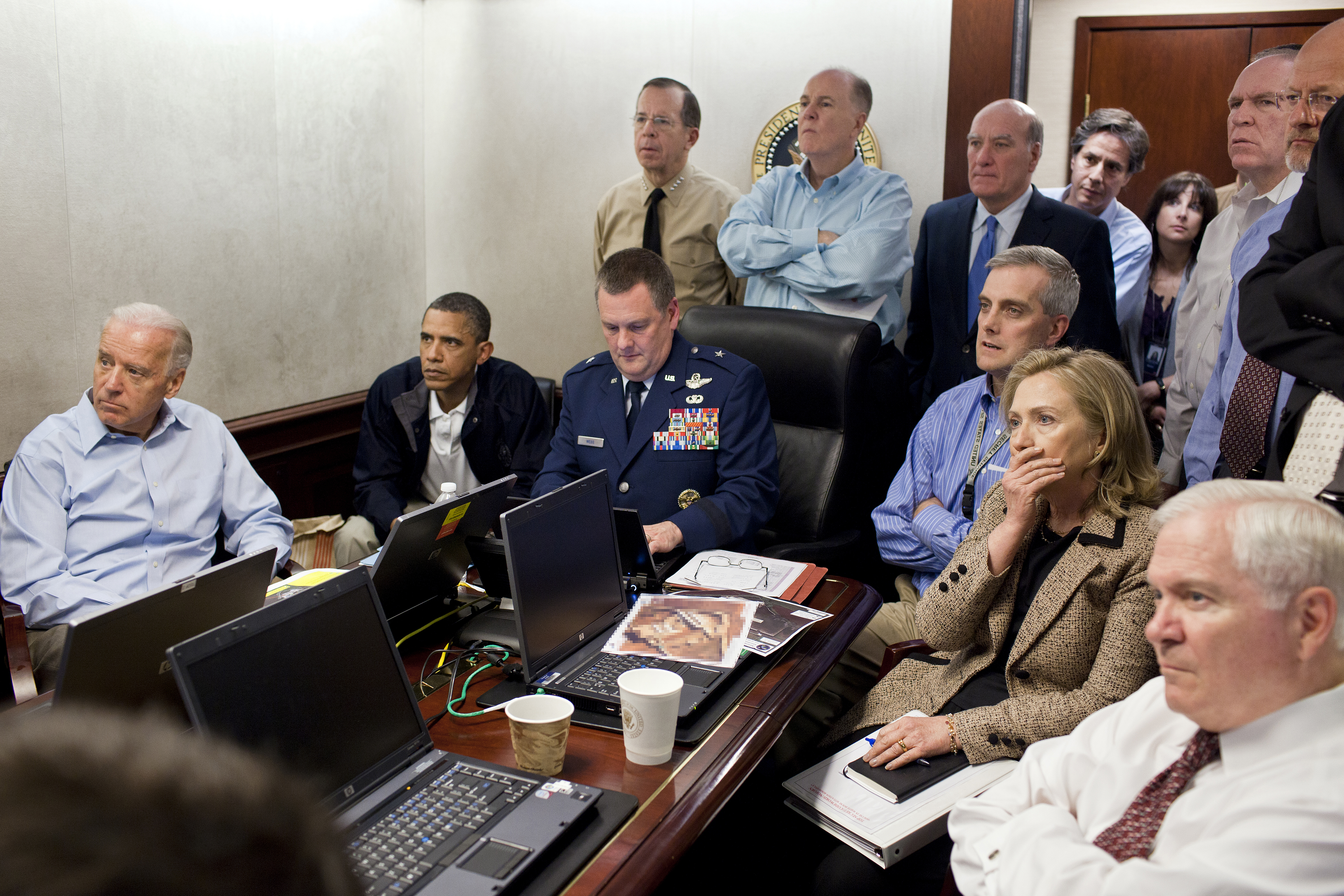
Clinton, parte da equipe de segurança de Barack Obama, acompanha a Operação Lança de Neptuno, que culminou na morte de Osama bin Laden, 2011.

Clinton propõe intensificar a intervenção militar contra o Estado Islâmico do Iraque e do Levante no Iraque e na Síria. No entanto, durante a campanha presidencial de 2016, a então candidata democrata posicionou-se contra táticas terrestres. Em 2014, Clinton havia defendido o armamento moderado de rebeldes na Guerra Civil Síria, declarando que "a falha em ajudar a construir um força combatente popular deixou um grande vácuo, agora preenchido pelos jihadistas." Além disso, declarou seus esforços por uma "estratégia diplomática para o conflito civil sírio e a crise política iraquiana". Clinton manifestou-se contra a colocação de forças terrestres no conflito sírio, mas defendeu uma expansão das operações norte-americanas em apoio às forças locais.
Sobre as ações militares estadunidenses contra o Estado Islâmico na Síria, Clinton defende maiores medidas das tomadas por Barack Obama nas campanhas aéreas e no apoio às forças locais. Clinton também propôs o bloqueio de uma zona aérea no norte do país, reforçada pelos Estados Unidos e seus aliados, como forma de fomentar uma zona de ação humanitária para civis. Clinton também conclamou nações árabes e do Golfo Pérsico a cessar o financiamento de grupos terroristas: "De uma vez por todas, sauditas, catarenses e outros precisam impedir seus cidadãos de financiar grupos extremistas."
No início de sua presidência, Obama buscou ampliar as relações com a Síria. Para tal, enviou um embaixador ao país (em falta desde o assassinato do primeiro-ministro libanês Rafic Hariri) e diversas delegações do Congresso. Em 2011, Clinton declarou para o programa televisivo Face the Nation que "há um líder diferente na Síria agora. Muitos dos membros do Congresso de ambos os partidos que visitaram a Síria nos meses recentes têm dito acreditar que ele é um reformador." Após ser criticada pela declaração, Clinton rebateu: "Eu referenciei opiniões de terceiros. Não estava falando por mim mesma ou pela Administração." Em investigação, o jornal Washington Post não encontrou evidências de que qualquer republicano havia endossado a declaração de Clinton e concluiu: "De fato, as declarações de Clinton deram uma impressão errônea."

### Nações Unidas

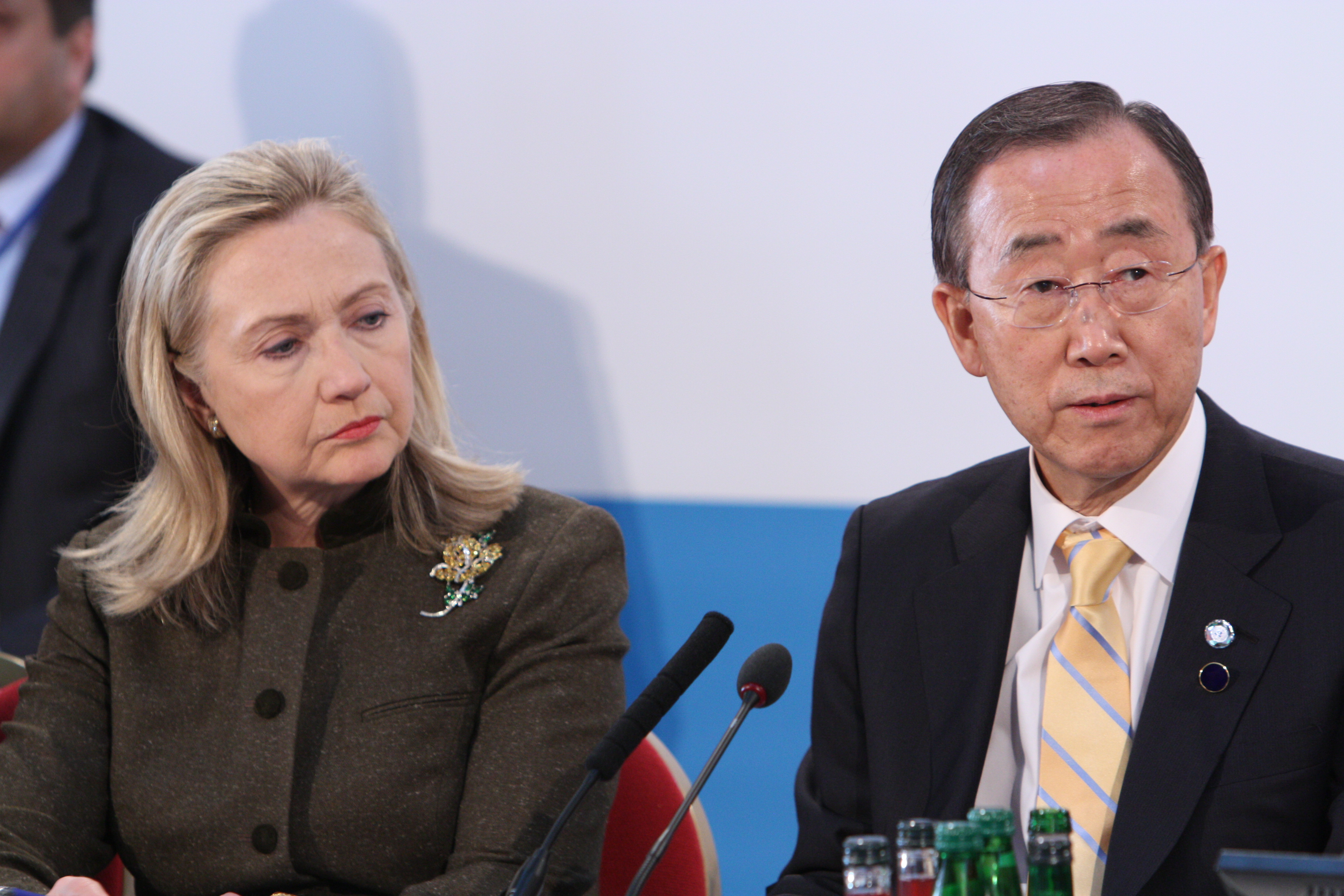
Hillary Clinton e o então Secretário-geral Ban Ki-moon em conferência sobre o conflito na Somália, 2012.

Em 13 de fevereiro de 2005, durante a Conferência de Segurança de Munique, Clinton destacou seu apoio ao fortalecimento do Sistema das Nações Unidas:
| “ | Minha primeira observação é simples, mas deve liderar tudo o que fazemos: As Nações Unidas são uma organização indispensável a todos nós - apesar de suas falhas e ineficiências. Isto significa simplesmente que todos presentes aqui hoje, e governos em todo o mundo, devem decidir que nossos interesses globais são melhor servidos pelo fortalecimento das Nações Unidas, por sua reforma, pela limpeza de suas estruturas burocráticas e pelo aprimoramento de sua reação às crises - humanitárias e políticas. Em sua fundação em San Francisco há sessenta anos atrás, cinquenta membros assinaram a Carta. Hoje, as Nações Unidas possuem 191 membros e, francamente, muitos destes ocasionalmente atuam contra os interesses de uma organização mais forte, seja conscientemente ou não, com regularidade alarmante. Desde que as Nações Unidas não são, em suma análise, uma organização hierárquica independente - como por exemplo uma equipe de futebol ou uma corporação -, mas uma coleção de seus membros, ela torna-se progressivamente fraca por tais ações. Ironicamente, as 'Nações Unidas' - uma abstração que todos nesta sala usam em discussões comuns - é constantemente culpada pelas atividades (ou inatividades) de seus membros. | ” |

Durante seu mandato como Senadora por Nova Iorque, Clinton endossou uma resolução "expressando o senso do Senado sobre a importância da membresia dos Estados Unidos na Comissão para os Direitos Humanos".